# Thomas Sageder
Thomas Sageder (* 5. September 1983) ist ein österreichischer Fußballtrainer. Seit Juni 2025 fungiert er als Co-Trainer beim SK Rapid Wien. 

## Karriere
Sageder begann seine Trainerkarriere in der Jugend des SV Riedau. In der Saison 2008/2009 trainierte er die Jugend des FC Red Bull Salzburg. Ein Jahr später fungierte er als Co-Trainer von Andreas Milot in der AKA Ried.
Zwischen 2010 und 2011 trainierte er die Red Bull Akademie in Ghana. Mitte 2011 wurde er Co-Trainer des Zweitligisten FC Blau-Weiß Linz. Nach dem Abstieg mit den Linzern aus dem Profifußball wurde er zur Saison 2013/14 Co-Trainer des Bundesligisten SV Ried.
Nach der Beurlaubung von Oliver Glasner aufgrund seines bevorstehenden Wechsels zum LASK trainierte er gemeinsam mit Ewald Brenner die Mannschaft im Mai 2015 interimsweise bis Saisonende.  Im Dezember 2015 verließ er die SV Ried.
Zur Saison 2016/17 wurde Sageder Trainer des viertklassigen SV Wallern. Im Dezember 2017 kehrte er als Cheftrainer zum inzwischen wieder zweitklassigen FC Blau-Weiß Linz zurück.
Im März 2019 trat er als Trainer zurück, Linz befand sich zum Zeitpunkt des Rücktritts nach vier Niederlagen in Folge auf dem vierten Tabellenrang.
Zur Saison 2019/20 wurde er Co-Trainer unter Oliver Glasner, den er bereits bei Ried unterstützte, beim deutschen Bundesligisten VfL Wolfsburg. Glasner verließ Wolfsburg nach der Saison 2020/21 und wechselte zu Eintracht Frankfurt. Sageder hingegen kehrte zur Saison 2021/22 zu Red Bull Salzburg zurück, wo er in der Akademie tätig wurde. Zur Saison 2022/23 wurde er Co-Trainer von Fabio Ingolitsch beim Farmteam FC Liefering.
Zur Saison 2023/24 wurde Sageder Trainer des Bundesligisten LASK. Im April 2024 trennte sich der LASK von Sageder, das Team lag zu jenem Zeitpunkt nach 25 Spieltagen auf dem vierten Tabellenrang.
Zur Saison 2025/26 wurde er Co-Trainer unter Peter Stöger beim SK Rapid Wien. Er erhielt einen Vertrag bis Sommer 2027.